# (52271) Lecorbusier
(52271) Lecorbusier est un astéroïde de la ceinture principale découvert le 8 septembre 1988 à Tautenburg par l'astronome allemand Freimut Börngen. Sa désignation provisoire était 1988 RP3.
Il porte le nom de l'architecte suisse, naturalisé français, Le Corbusier.